# Черненко, Василий Иванович
Василий Иванович Черненко (1 января 1921 — 25 апреля 2017) — советский лётчик-ас истребительной авиации Военно-морского флота, участник Великой Отечественной войны, Герой Советского Союза (19.08.1944). Генерал-майор авиации (27.10.1967).

## Биография
Родился 1 января 1921 года в селе Александровка ныне Азовского района Ростовской области в семье крестьянина. Украинец.
С 1934 года семья жила на хуторе Валуево Мясниковского района. Учился в Советинской школе-семилетке Неклиновского района, которую окончил в 1937 году. В 1938 году окончил школу фабрично-заводского обучения в Ростове-на-Дону и стал работать монтёром на Ростовском центральном телеграфе. Увлекался самолётами, окончил Ростовский аэроклуб.
С 1939 года служил в РККФ. В июне 1941 года окончил Военно-морское авиационное училище имени И. В. Сталина в Ейске. Несколько месяцев затем находился в 1-м запасном авиационном полку ВВС ВМФ (Саранск), с октября 1941 — в 21-м истребительном авиаполку ВМФ (Мордовская АССР).
Участвовал в боевых действиях Великой Отечественной войны с ноября 1941 года. Весь боевой путь прошёл в рядах 3-го гвардейского истребительного авиационного полка ВВС Краснознамённого Балтийского флота (полк первоначально именовался 5-м истребительным авиационным полком, а 18 января 1942 года приказом Наркома ВМФ № 10 «за проявленную отвагу в воздушных боях с немецко-фашистскими захватчиками, за стойкость, мужество, дисциплину и организованность, за героизм личного состава» получил гвардейские наименование и был преобразован в 3-й гвардейский истребительный авиационный полк ВВС Краснознамённого Балтийского флота. Воевал лётчиком, командиром звена. Первую победу одержал в группе 2 сентября 1942 года, 5 сентября также в группе участвовал в уничтожении своего второго самолёта, но и сам был подбит, на горящем самолёте сел на вынужденную посадку. Участвовал в обороне Ленинграда, прикрывал с воздуха «Дорогу Жизни». Затем участвовал в Ленинградско-Новгородской, Выборгско-Петрозаводской, Прибалтийской и Восточно-Прусской наступательных операциях, а также в блокаде Курляндской группировки противника. Воевал на истребителях на ЛаГГ-3, «Харрикейн», Як-1, Ла-5 и Ла-7. Член ВКП(б) с 1943 года.
Командир звена 3-го гвардейского истребительного авиационного полка (1-я гвардейская истребительная авиационная дивизия, ВВС Балтийского флота) гвардии старший лейтенант Черненко В. И. с ноября 1941 по 23 июня 1944 совершил 235 боевых вылетов (из них 72 на разведку плавсредств в Финском заливе и военно-морских бах противника), в 37 воздушных боях лично сбил 12 и в группе 8 самолётов противника. Обеспечил своим ведомым 16 побед. Подготовил во фронтовых условиях 8 молодых лётчиков, которые затем сбили в общей сложности 38 немецких самолётов.
Указом Президиума Верховного Совета СССР от 19 августа 1944 года за образцовое выполнение заданий командования на фронте борьбы с немецкими захватчиками и проявленные при этом отвагу и геройство гвардии старшему лейтенанту Черненко Василию Ивановичу присвоено звание Героя Советского Союза с вручением ордена Ленина и медали «Золотая Звезда».
Продолжал активно участвовать в боях, в конце июля 1944 года стал командиром эскадрильи. Всего за время войны совершил 321 боевой вылет (в том числе 84 на аэрофоторазведку, 49 на сопровождение штурмовиков и бомбардировщиков, 35 на прикрытие кораблей, 20 на штурмовки наземных целей), провёл 50 воздушных боёв, сбил лично 14 и в группе 10 самолётов противника по данным наградных документов (а по исследованиям М. Ю. Быкова, количество его подтверждённых побед даже больше — 15 лично и 11 в группе!). Последнюю победу одержал в бою 8 мая 1945 года. Его эскадрилья за время командования Василием Черненко сбила 27 самолётов и 2 сожгла на вражеских аэродромах.
После окончания войны продолжил службу в ВМФ, до направления на учёбу в 1947 году командовал эскадрильей в том же полку. В 1948 году окончил Высшие офицерские курсы авиации ВМФ в Риге. С декабря 1948 года был заместителем командира 174-го гвардейского истребительного авиаполка в ВВС Северного флота (аэродром Ваенга-2), с декабря 1949 — штурманом Главного пункта управления и наведения истребительной авиации штаба ВВС северного флота, с апреля 1951 —  начальником воздушно-стрелковой службы 91-й истребительной авиационной дивизии и с марта 1952 по декабрь 1953 — начальником воздушно-стрелковой службы ВВС Северного флота.
В 1956 году окончил Военно-воздушную академию. С октября 1956 года служил начальником штаба 355-го истребительного авиаполка в ВВС Черноморского флота (Евпатория). В январе 1957 года полк в полном составе был переведён в Войска ПВО страны, где далее и служил В. И. Черненко. С апреля 1957 года — начальник штаба — первый заместитель командующего 15-й гвардейской истребительной авиадивизией ПВО (Орёл), с октября 1960 по август 1961 — заместитель начальника штаба 25-го отдельного корпуса ПВО (Куйбышев).
В 1963 году окончил Военную академию Генерального штаба Вооружённых Сил СССР. С июля 1963 года продолжил службу начальником штаба 15-го отдельного корпуса ПВО в частях Бакинского округа ПВО. С декабря 1969 года являлся старшим группы советских военных специалистов в Индии. После возвращения в СССР в июле 1972 года назначен начальником спецфакультета (иностранных слушателей) в Военной командной академии ПВО в Калинине. С августа 1975 года — заместитель командующего войсками Московского округа ПВО по боевому применению. С декабря 1979 года — заместитель начальника Главного штаба Войск ПВО страны по боевому управлению (дежурный генерал Центрального командного пункта). За годы службы освоил 15 типов самолётов, в том числе МиГ-15 и МиГ-17. С 1983 года генерал-майор авиации В. И. Черненко — в запасе.
Жил в Москве. С 1984 года работал в НИИ автоматической аппаратуры инженером и старшим инженером. В 1990 году вышел на пенсию. Скончался 25 апреля 2017 года, похоронен на Введенском кладбище (уч. 1с.).

## Воинские звания
- сержант (19.08.1941),
- старший сержант (16.09.1941),
- младший лейтенант (14.08.1942),
- лейтенант (03.04.1943),
- старший лейтенант (17.02.1944),
- капитан (30.06.1944),
- майор (24.04.1948),
- подполковник (25.07.1951),
- полковник (29.01.1958),
- генерал-майор авиации (27.10.1967)[9].

## Награды
- Герой Советского Союза (19.08.1944).
- Орден Ленина (19.08.1944)
- Три ордена Красного Знамени (21.10.1942, 23.03.1944, 22.06.1944)
- Два ордена Отечественной войны 1-й степени (16.10.1945, 11.03.1985)
- Три ордена Красной Звезды (30.07.1943, 30.04.1954, 16.02.1982)
- Орден «За службу Родине в Вооружённых Силах СССР» 3-й степени (30.04.1975)
- Медаль «За боевые заслуги» (15.11.1950)
- Медаль «За оборону Ленинграда» (вручена 28.06.1943)
- Ряд других медалей СССР
- Военный лётчик 1-го класса (1953)
- Медаль Германской Демократической республики